# 295841 Gorbulin
295841 Gorbulin è un asteroide della fascia principale. Scoperto nel 2008, presenta un'orbita caratterizzata da un semiasse maggiore pari a 2,7371747 au e da un'eccentricità di 0,1971294, inclinata di 8,90724° rispetto all'eclittica.